# Warren Weber
Warren Weber, noto anche col soprannome di Potsie, è uno dei personaggi immaginari della serie televisiva statunitense Happy Days ambientata negli anni 50-60 (1974-1984). Fu interpretato dall'attore statunitense Anson Williams, e doppiato in italiano dapprima da Flavio Bucci, poi da Vittorio Guerrieri ed infine da Massimo Rossi.

## Caratteristiche
Nella serie televisiva statunitense Happy Days, Potsie è uno dei tre amici, insieme a gli altri due personaggi Richie Cunningham e Ralph Malph, con i quali condivide le avventure quotidiane della serie. Come Richie, Marion e Howard Cunningham, nasce come personaggio di una puntata del 1972 della serie statunitense Love, American Style, anteprima di quello che diventerà Happy Days.
Inizialmente era descritto come il migliore amico di Richie, ma nelle stagioni successive viene "rimpiazzato" da Fonzie. Proprio per questo motivo figura all'inizio come personaggio mondano e brillante che fa da "guida" a Richie, successivamente, una volta sostituito da Fonzie in questo, subisce una modifica caratteriale e viene caratterizzato da comportamenti poco brillanti, un po' goffi ed ingenui, ma comunque sempre abbastanza leale e onesto; insieme agli altri personaggi della serie è quasi sempre a caccia di ragazze, nonostante il suo grande amore rimanga Jennifer Jerome, interpretata dall'attrice Lorrie Mahaffey che, tra l'altro, sposerà nella vita reale nel 1978 (i due attori poi si separeranno nel 1986). 

Potsie è anche un cantante di talento, messo in rilievo soprattutto nelle stagioni successive.

Nella stagione 1 episodio 6, Warren rivela perché il suo soprannome è Potsie: da piccolo aveva un grande difetto di pronuncia, balbettava, ma non quando parlava solo quando scriveva. In realtà nella versione originale la spiegazione è che da piccolo Warren amava costruire vasi ("pots" in inglese) con la creta.
Potsie rimane nel suo ruolo per tutte le stagioni della serie, tuttavia le sue apparizioni sono più sporadiche nelle ultime puntate, ovvero quando diventa consocio del padre di Richie (Howard Cunningham, interpretato da Tom Bosley) nella conduzione del negozio di ferramenta, al fine di pagarsi gli studi per l'università di medicina.